# Stazione di Zenerigolo
La stazione di Zenerigolo è stata una fermata ferroviaria posta lungo alla ferrovia Bologna-Verona. Serviva Zenerigolo, frazione di San Giovanni in Persiceto.